# Conseil Européen de l’Industrie des Peintures, des Encres d’Imprimerie et des Couleurs d’Arts
Die seit 1951 bestehende Conseil Européen de l'Industrie des Peintures, des Encres d'Imprimerie et des Couleurs d'Arts (kurz CEPE), deutsch Europäische Vereinigung der Lack-, Druckfarben- und Künstlerfarbenindustrie, vertritt die Interessen der lack-, druckfarben- und künstlerfarbenproduzierenden Industrie auf europäischer Ebene. Sitz des Verbandes ist Auderghem, ein Vorort der belgischen Hauptstadt Brüssel. Der Verband bezeichnet sich selbst als Stimme des Lackes, der Druckfarben und der Künstlerfarben in Europa („The voice of paint, printing ink and artists' colours in Europe“).
Die CEPE vertritt die 17 angeschlossenen nationalen Lackverbände, etwa 900 direkte Mitgliedsfirmen und ist Mitglied im International Paint and Printing Ink Council (IPPIC), der weltweiten Vertretung der Lack- und Druckfarbenindustrie. Der Unterverband EuPIA, der europäische Verband der Druckfarbenindustrie, vertritt etwa 80 der 900 Mitgliedsfirmen.
Nach eigener Aussage vertritt die CEPE über die Mitgliedsfirmen 85 % der europäischen Industrie an den genannten Branchen. Diese erwirtschaften einen Jahresumsatz von rund 17 Mrd. € und beschäftigen etwa 120.000 Menschen.

## Organisation
Geschäftsführer ist Jan van der Meulen. Der Vorstand besteht aus insgesamt 16 Personen.
Sogenannte Sektorengruppen (EU Sector Groups) vertreten die Interessen einzelner Industriesektoren. Im Einzelnen existieren Gruppen für Künstlerfarben (Artists' Colours), Marine Coatings, Dosenlacke (Can Coatings), Pulverlacke (Powder Coatings), Bandlackierung (Coil Coating), Druckfarben (Printing Inks), Bautenfarben (Decorative Coatings), Korrosionsschutz (Protective Coatings) und Holzbeschichtungen (Industrial Wood Coatings).
Innerhalb der CEPE sind etwa 40 Arbeitsgruppen organisiert, die Positionen gegenüber der Europäischen Union sowie Maßnahmen zu den bearbeiteten Themen erarbeiten. Aktuelle Themen sind etwa REACH oder das Global Harmonized System.
Die Unterorganisation European Printing Ink Association (EuPIA) vertritt nach eigener Aussage die Interessen der europäischen Druckfarbenindustrie in Europa und prägt das Image der Branche in der Öffentlichkeit. EuPIA ist aufgrund der starken thematischen Überschneidung innerhalb der CEPE organisiert. Arbeitsgruppen innerhalb der EuPIA sind unter anderem  die Technische Kommission (EuPIA Technical Committee (ETC)), Druckfarben für Lebensmittelverpackungen (Printing Inks for Food Packaging (PIFOOD)), Etikettierung und Sicherheitsdatenblätter (EuPIA "Labelling and Safety Data Sheets" (EuPIA-LSDS)) und die Sicherheits- und Risikobewertung (Operational Safety and Risk Assessment (OSRA)).

## Ziele
Die CEPE nennt als Hauptziele das Fortbestehen und die Gesundheit der Mitgliedsfirmen sicherzustellen, eine gemeinsame Linie der Industrie zu finden und zu vertreten und diese Linie gegenüber der Europäischen Union zu vertreten.

## Geschichte
Die CEPE wurde im Jahr 1951 als Dachverband nationaler Lackindustrieverbände unter dem Namen Committee Européen de l'Associations des Peintures et des Encres d'Imprimerie (Europäisches Komitee der Lack- und Druckfarbenverbände) gegründet, die durch deren Direktoren oder Generalsekretäre vertreten wurden. Die Verwaltung wurde zunächst vom Verband der französischen Lackherstellerverband FIPEC übernommen, später vom belgischen Verband IVP. Die zunehmenden legislativen Aktivitäten im Bereich der Toxizität von Chemikalien und der europäischen Gesetzgebung führte Beginn der 1980er Jahre zu einem deutlichen Anstieg des Arbeitspensums. Infolgedessen ernannten die Mitgliedsverbände einen Generalsekretär und im Oktober 1999 zusätzlich einen Stellvertreter.
Zu Beginn der 1990er Jahre wurden Struktur und Satzung der CEPE an die geänderten Rahmenbedingungen angepasst und der Verband in Confédération Européen de l'Industrie des Peintures et des Encres d'Imprimerie et des Couleurs d'Arts (Europäische Konföderation der Lack-, Druckfarben- und Künstlerfarbenindustrie) umbenannt. Das Management der CEPE setzte sich nun aus Vertretern der nationalen Verbände und der direkten Mitgliedsfirmen zusammen. Die Sektorengruppen für die Lackindustrie und die Künstlerfarbenindustrie wurden gegründet. Nach der Gründung des internationalen Lackherstellerverbandes IPPIC im Jahr 1992 wurde der Personalstamm um einen technischen Direktor und weitere Assistenten erweitert. Die Hauptthemen dieser Zeit waren die VOC-Richtlinie in den Bereichen Bautenfarben und Automobillack sowie das Thema Lebensmittelkontakt bei Druckfarben und Dosenlacken.
Eine weitere große Umstrukturierung folgte im Jahr 2000, verursacht durch die immer größer werdende Rolle der Industrie, so dass die Führung der CEPE an die Mitgliedsfirmen überging. An der Spitze des Verbandes stand anstelle des Generalsekretärs fortan ein Geschäftsführer. Der Verband gab sich seinen heutigen Namen Conseil Européen de l'Industrie des Peintures, des Encres d'Imprimerie et des Couleurs d'Arts (Europäische Vereinigung der Lack-, Druckfarben- und Künstlerfarbenindustrie), der Druckfarbensektor benannte sich um in European Printing Ink Association, a sector of CEPE (EuPIA). Eine 2005 beschlossene weitere Umstrukturierung machte die CEPE zu einem echten Industrieverband, der die Interessen der Lackindustrie auf europäischer Ebene direkt vertritt.

## Aktivitäten
Die CEPE vertrat in der allgemeinen Diskussion um REACH die Position, dass die durch REACH entstehenden Kosten für die europäische Lackindustrie tragbar sein müssen. Der Arbeitsschwerpunkt nach Verabschiedung des Gesetzestextes besteht nun darin, den Aufwand, den die Lackhersteller für die Erstellung von Expositionsszenarien haben, durch Fallstudien zu senken. Diese Expositionsszenarien hat üblicherweise der Hersteller eines Stoffes aus Informationen seiner Kunden zu erstellen.
Die CEPE unterstützt die Erstellung eines Global harmonisierten Systems zur Einstufung und Kennzeichnung von Chemikalien, eine Vereinheitlichung der nationalen Vorschriften zur Erstellung von Sicherheitsdatenblättern.
Das Technische Komitee Transport beschäftigt sich mit der Vereinheitlichung der europäischen Transportvorschriften. Ziel ist es, in diesem Prozess zwischen den für die verschiedenen Transportwege zuständigen Organisationen zu vermitteln (Seefracht: Internationale Seeschifffahrts-Organisation (IMO), Luftfracht: Internationale Zivilluftfahrtorganisation (ICAO) und Landtransport UN Economic Commision for Europe (UNECE)).
Die Indoor Air Quality Task Force beschäftigt sich mit der europäischen Normung zum Thema Innenraumluft und Emissionen. Ziel ist es, die Emissionen von Lacken und vor allem Dispersionsfarben präziser zu kategorisieren.